# Lecania baleta
Lecania baleta là một loài ruồi trong họ Asilidae. Lecania baleta được Walker miêu tả năm 1849. Loài này phân bố ở vùng Tân nhiệt đới.